# Théo Lefèvre
Théo Lefèvre, właśc. Théodore Joseph Albéric Marie Lefèvre (ur. 17 stycznia 1914 w Gandawie, zm. 18 września 1973 w Woluwe-Saint-Lambert) – belgijski polityk i prawnik, deputowany, lider belgijskich chrześcijańskich demokratów, minister, w latach 1961–1965 premier Belgii.

## Życiorys
W 1937 został absolwentem prawa na Uniwersytecie Gandawskim. Praktykował w zawodzie prawnika, pracował także jako nauczyciel. Służył w belgijskim wojsku, od 1940 uczestniczył w ruchu oporu. W 1945 brał udział w założeniu chadeckiego ugrupowania PSC-CVP, od 1946 kierował jej strukturami we Flandrii Wschodniej. W 1946 po raz pierwszy uzyskał mandat posła do Izby Reprezentantów, odnawiał go w kolejnych wyborach, wykonując go do 1971.
W latach 1950–1961 był federalnym przewodniczącym PSC-CVP. W 1958 otrzymał tytuł honorowy ministra stanu. Od kwietnia 1961 do lipca 1965 sprawował urząd premiera, stojąc na czele koalicji chadeków z socjalistami. Po rozłamie partii na dwa odrębne ugrupowania działał w niderlandzkojęzycznej Chrześcijańskiej Partii Ludowej. W latach 1968–1973 wchodził w skład dwóch rządów Gastona Eyskensa; w pierwszym (do 1972) był ministrem bez teki, w drugim pełnił funkcję sekretarza stanu, w obu odpowiadał za sprawy polityki naukowej.
Od 1971 do czasu swojej śmierci w 1973 był członkiem Senatu oraz Cultuurraad (organu poprzedzającego powstanie Rady Flamandzkiej). W ostatnim roku życia pełnił funkcję przewodniczącego rady Katholieke Universiteit Leuven. Zmarł na chorobę nowotworową.